# Shahan ful

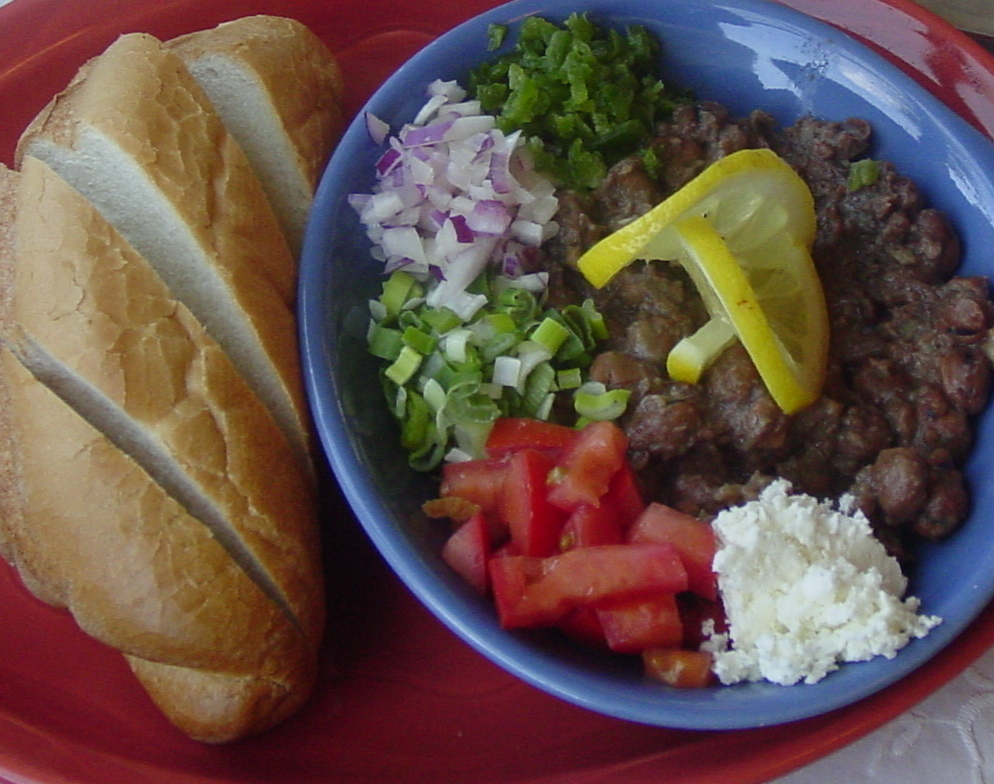
Shahan ful servido con aceite de oliva, berbere, diversas verduras y un rollo de pan.

El shahan ful, simplificado ful, es un plato común en Eritrea, Etiopía, Sudán y otros países de la región, que suele servirse para desayunar. Se cree que fue importado de Sudán, y se prepara cociendo a fuego lento habas en agua. Cuando las habas se han ablandado, se machacan para obtener una pasta gruesa. A menudo se sirve con cebolleta picada, tomate, jalapeños, yogur, queso feta, aceite de oliva, tesmi, jugo de limón, berbere y comino. Típicamente se come con los dedos, acompañado de un rollo de pan. Es popular durante la época del Ramadán y la Cuaresma.
Es probable que esté relacionado con el ful medames, un popular plato egipcio.
- Datos: Q7461448